# 北尤寧鎮區 (阿肯色州夏普縣)
北尤寧鎮區（英語：North Union Township）是位於美國阿肯色州夏普縣的一個行政鎮區。

## 地方資料
北尤寧鎮區的面積為48.91平方千米，當中陸地面積為48.91平方千米，而水域面積為0.00平方千米。根據2010年美國人口普查的數據，當地共有人口160人，而人口密度為每平方千米3.27人。